# Qain Co
Qain Co (kinesiska: Jian Cuo, 建错) är en sjö i Kina. Den ligger i den autonoma regionen Tibet, i den sydvästra delen av landet, omkring 130 kilometer sydost om regionhuvudstaden Lhasa. Qain Co ligger 4 445 meter över havet. Trakten runt Qain Co består i huvudsak av gräsmarker.
Genomsnittlig årsnederbörd är 1 034 millimeter. Den regnigaste månaden är juli, med i genomsnitt 237 mm nederbörd, och den torraste är december, med 8 mm nederbörd.